# Haus Risse

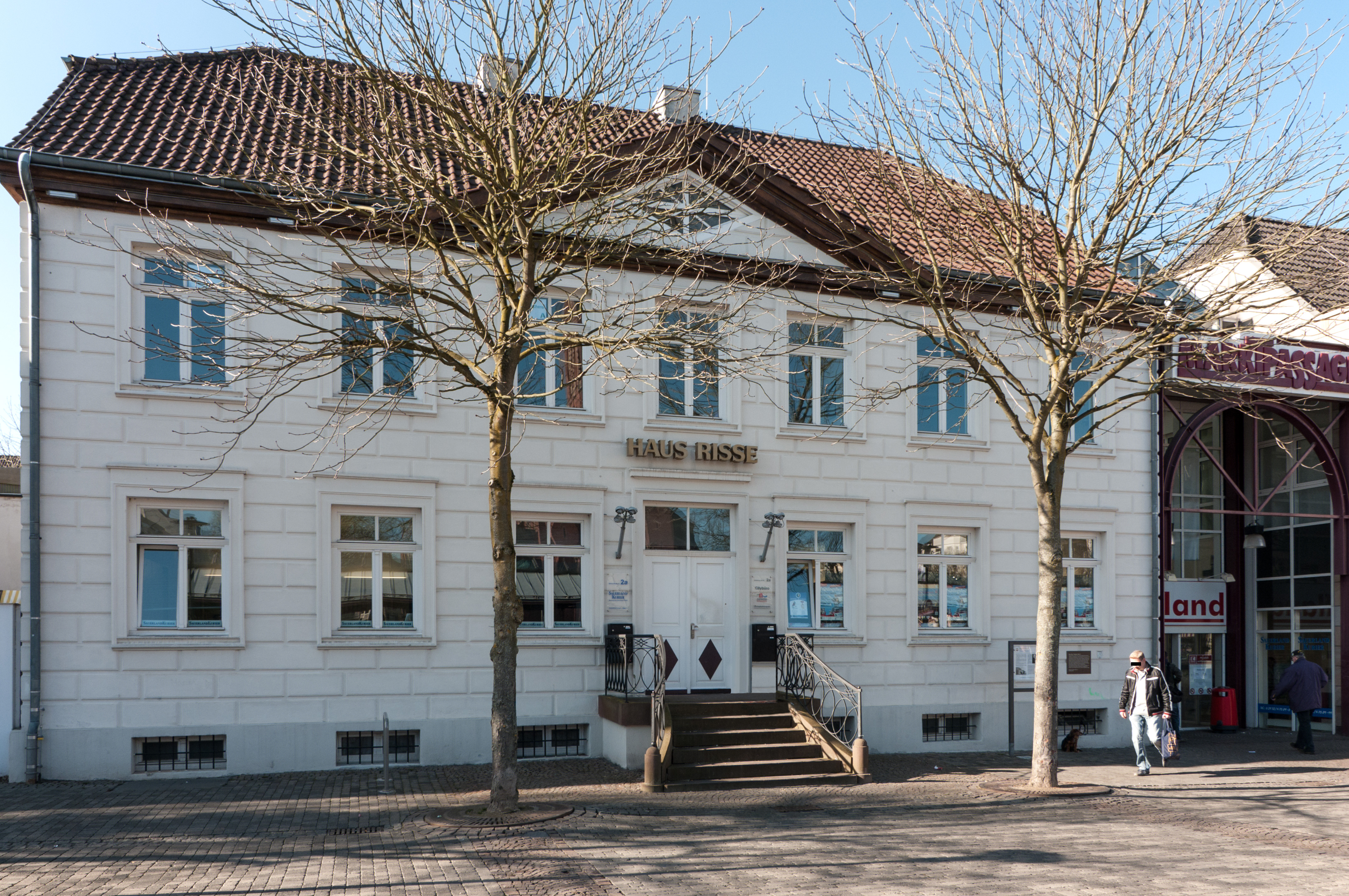
Vorderfront

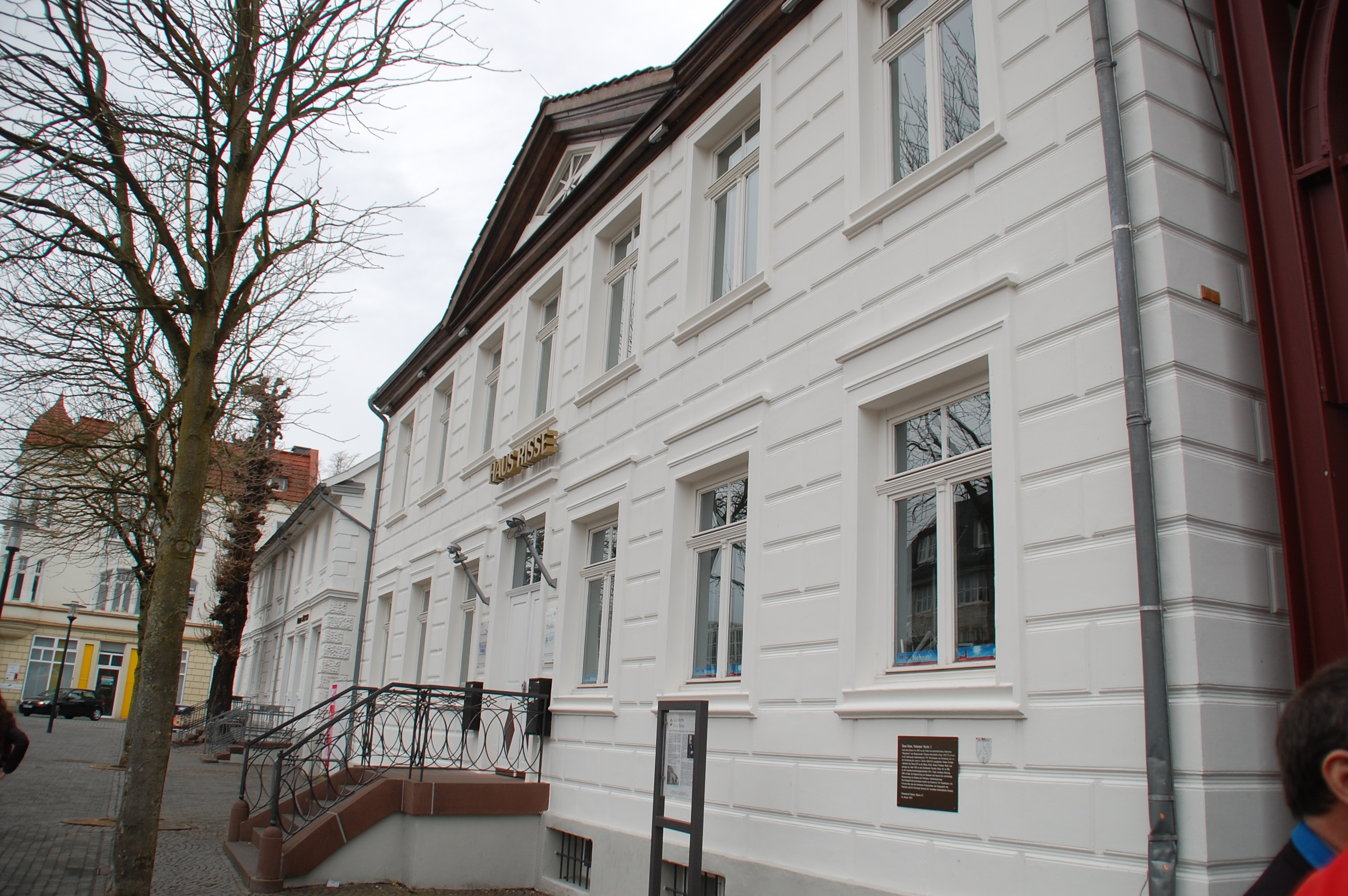

Das Haus Risse ist ein denkmalgeschütztes Bürgerhaus, das unmittelbar nach dem Stadtbrand von 1807 am Neheimer Markt im klassizistischen Stil erbaut wurde. 

## Baubeschreibung
Es handelt sich um ein zweigeschossiges, traufständiges Fachwerkgebäude. Die Vorderfront ist repräsentativ gestaltet. Dazu gehören die mittig angeordnete zweiflügelige Eingangstür mit vorgelagerter Treppe sowie die Fassadengestaltung in Quaderputz. Der Bau wurde im Zuge der umfassenden Umgestaltung des Neheimer Marktes baulich in ein neues Einkaufszentrum einbezogen. 

## Baugeschichte
Die Stadt Neheim brannte 1807 fast komplett ab. Auf einem erheblich geänderten Stadtgrundriss wurde die Stadt wieder aufgebaut. Dazu gehörte auch das Gebäude Neheimer Markt 2. Dieses wurde etwa auf dem Verlauf der früheren Stadtbefestigung errichtet. Bauherr und erster Eigentümer war der Baumeister und Bürgermeister Clemens Otterstedde. Dieser verkaufte den Bau 1832/33 an den Industriepionier Friedrich Wilhelm Brökelmann, der das Haus bis zu seinem Tod 1890 bewohnte. 
Dessen Tochter Luise verkaufte das Haus 1917 an einen Malermeister. Dieser veräußerte das Haus einige Zeit später an den Sauerländischen Bankverein Meschede. Dieses Unternehmen ging in der Dresdner Bank auf. Im Erdgeschoss war die Bankfiliale und im Obergeschoss die Wohnung des Bankvorstehers untergebracht. Durch einen Tausch ging das Haus 1951 in den Besitz des Buchbinders Risse über. Das Haus wurde ab 1964 vermietet und diente zu Wohn- und Geschäftszwecken. 
Im Zuge der Planungen zur Umgestaltung des Neheimer Marktes und dem Bau eines Einkaufszentrums wurde das Haus 1972 vom Westfälischem Amt für Denkmalpflege als erhaltenswert eingestuft. Der Stadtrat beschloss 1974 jedoch aus wirtschaftlichen Erwägungen den Abriss. Der blieb jedoch aus, unter anderem weil ein erster Investor absprang. Die Denkmalpflege hatte mit dem nordrhein-westfälischen Denkmalpflegegesetz von 1980 einen größeren Spielraum. Der zuständige Landeskonservator stellte 1984 den Antrag, das Haus in die Denkmalliste aufzunehmen. Die Erben des Buchbinders Risse hatten das Haus bereits 1980 an eine von der Stadt beauftragte Treuhandgesellschaft veräußert. 
Nach teilweise heftigen Auseinandersetzungen konnten sich die Befürworter eines Erhaltes und einer Integration in das geplante Einkaufszentrum 1985 zunächst durchsetzen. Bereits 1984 hatten Restaurierungsarbeiten begonnen. In dem Zusammenhang wurden aufwändige Bauuntersuchungen und bauhistorische Forschungen durchgeführt. Die Restauration folgte dabei dem Zustand des Gebäudes in der Zeit zwischen 1890 und 1917. Erst für diese Zeit lag Quellenmaterial vor und auch Originalbestandteile wie Fenster oder Türen lassen sich dieser Zeit zuordnen. Nach dem erneuten Abspringen eines Investors kam es wieder zu Bestrebungen, den Bau abzureißen. Mit einem neuen Investor in Form des Warenhauses Famila und der Gewährung von Landeszuschüssen war der Erhalt endgültig gesichert. Später ging das Haus in den Besitz der ANH Hausbesitz GmbH&Co KG über. 
Einige Zeit war im Untergeschoss ein Gastronomiebetrieb untergebracht. Heute hat unter anderem dort der Einzelhandelsverein „Aktives Neheim“ seine Geschäftsstelle. Im Obergeschoss befinden sich Räume der städtischen Bücherei. Der Rest der Bücherei befindet sich im anschließenden Obergeschoss des Einkaufszentrums. 